# 1711
Năm 1711 (MDCCXI) là một năm thường bắt đầu vào thứ năm trong lịch Gregory (hoặc một năm thường bắt đầu vào thứ hai của lịch Julius chậm hơn 11 ngày). Năm 1711 của lịch Thụy Điển là một năm thường bắt đầu vào chủ nhật, một ngày trước của lịch Julius.

## Sinh
- Ái Tân Giác La Hoằng Lịch
- Tuệ Hiền Hoàng quý phi

## Mất
13/3:Nicolas Boileau Despreaux(sinh 1636)